# Cheap Trick
Cheap Trick är ett amerikanskt rockband från Rockford, Illinois, som bildades 1973 och slog igenom i slutet av 1970-talet. Gruppens ursprungliga uppsättning bestod av gitarristen Rick Nielsen, trummisen Bun E. Carlos, sångaren Robin Zander och basisten Tom Petersson. Denna uppsättning gav ut bandets fem första album: Cheap Trick och In Color (båda 1977), Heaven Tonight (1978), Dream Police (1979) samt All Shook Up (1980). Bandet nådde popularitet i USA med utgivningen av livealbumet Cheap Trick at Budokan 1979, där man gav ut en liveversion av låten "I Want You to Want Me" som nådde topp-10 på Billboard Hot 100.
Petersson lämnade gruppen i samband med utgivningen av All Shook Up 1980. Han ersattes av Pete Comita som i sin tur ersattes av Jon Brant 1981. Brant medverkade på de fyra efterföljande studioalbumen och samtidigt började bandets popularitet dala. 1986 spelade gruppen in låten "Mighty Wings" som finns i slutet av filmen Top Gun. 1987 återvände Petersson och året därpå gavs bandets tionde studioalbum, Lap of Luxury, ut. På albumet finns låten "The Flame" som är gruppens enda att toppa singellistan i USA, samt en cover av Elvis Presleys "Don't Be Cruel" som också nådde topp-10 i USA.
1999 spelade bandet in en cover av Big Stars "In the Street" som senare kom att användas som signaturmelodi till TV-serien That '70s Show. Carlos slutade turnera med Cheap Trick 2010 och ersattes av Nielsens son Daxx. 2013 stämde Carlos de tre andra medlemmarna då han påstod att han inte tilläts medverka på bandrelaterade aktiviteter såsom inspelningar. Bandet svarade med att stämma Carlos. Tvisten avslutades så småningom och Carlos äger en fjärdedel av bandet, men medverkar varken på turnéer eller vid inspelningar.
Cheap Trick has spelat live fler än 3 700 gånger och har sålt mer än 20 miljoner album världen över. 2016 valdes den ursprungliga uppsättningen av bandet in i Rock and Roll Hall of Fame and Museum. Bland bandets mest kända låtar kan också nämnas: "Surrender", "Dream Police" och "Southern Girls".

## Historia

### 1967–1980: Bakgrund och de första åren
1967 bildade gitarristen Rick Nielsen bandet Fuse i Rockford, Illinois, tillsammans med basisten Tom Peterson (senare Tom Petersson), som tidigare hade spelat i bandet The Bo Weevils. Gruppen gav 1969 ut ett självbetitlat studioalbum. 1971 flyttade gruppen till Philadelphia och bröt kort därefter upp. 1971 bildades "Sick Man of Europe" där också trummisen Bun E. Carlos ingick. Enligt Rolling Stone tog bandet namnet "Cheap Trick" den 25 augusti 1973 då de bevittnade en konsert av Slade där Petersson kommenterade att de använde "varje billigt trick i boken" som en del av sin scenakt.
Randy Hogan var bandets första sångare, men han lämnade gruppen kort efter att den bildats och ersattes av Robin Zander. Med Zander i bandet spelade Cheap Trick in en demo 1975 och spelade live i varuhus, bowlinghallar och andra platser i den amerikanska mellanvästern. I början av 1976 skrev bandet ett avtal med Epic Records och under året var Cheap Trick förband åt bland andra Rush och Black Oak Arkansas. I början av 1977 gav man ut det självbetitlade debutalbumet Cheap Trick. Trots positiv respons från kritiker sålde inte albumet i några större mängder. Både albumet och dess enda singel, "Oh, Candy", misslyckades att ta sig in på topplistorna i USA. Vid den här tiden turnerade bandet i USA och agerade förband åt bland andra REO Speedwagon, Queen, Santana, Journey och The Runaways: i april samma år turnerade man med The Kinks.

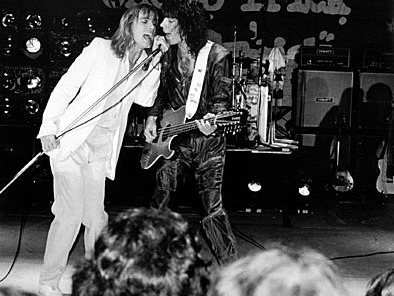
Zander och Petersson live med Cheap Trick 1978.

Senare samma år gavs bandets andra studioalbum, In Color, ut. Albumet nådde som bäst plats 73 på Billboard 200 medan singlarna "I Want You To Want Me" och "Southern Girls" misslyckades att ta sig in på listorna i USA. Den förstnämnda och "Clock Strikes Ten" blev dock hit-låtar i Japan. 2012 blev In Color rankat som nummer 443 i Rolling Stones lista över de 500 bästa albumen genom tiderna. Mellan den 8 juli och den 28 augusti 1977 var Cheap Trick förband under 27 konserter åt Kiss på dess Love Gun Tour. Turnén avslutades med tre konserter på The Forum i Inglewood, Kalifornien. Från slutet av december 1977 till slutet av mars 1978 turnerade gruppen med Kansas, där de under andra halvan av turnén spelade i Europa för första gången.
Då Cheap Trick turnerade i Japan för första gången i april 1978 mottogs de av en mani som kan liknas vid den Beatles upplevde i slutet av 1962. Under denna turné spelades två konserter på Nippon Budokan in. Tio låtar från de båda konserterna gavs därefter ut på livealbumet Cheap Trick at Budokan, som initialt var tänkt att ges ut exklusivt för den japanska publiken.
Bandets tredje studioalbum Heaven Tonight gavs ut i maj 1978. Albumets första singel, "Surrender", var bandets första att ta sig in på singellistan i USA, och nådde som bäst plats 62. Den har blivit en av gruppens mest populära låtar. Efterfrågan för Cheap Trick at Budokan blev så stor att Epic Records slutligen även gav ut albumet i USA i februari 1978. Albumet gjorde att Cheap Trick blev internationella stjärnor och det platinacertifierades tre gånger i USA. På grund av gruppens popularitet i Japan hade bandets japanska skivbolag krävt att livealbumet skulle innehålla tre nya låtar. Den första singeln från albumet var en liveversion av "I Want You to Want Me", som tidigare givits ut på In Color. Den blev Cheap Tricks bäst säljande singel och nådde som högst plats 7 på Billboard Hot 100. Den andra singeln "Ain't That a Shame" nådde plats 35.
Cheap Tricks fjärde studioalbum, Dream Police, hade färdigställts i början av 1979. På grund av den överraskande framgången med Cheap Trick at Budokan sköts utgivningen av Dream Police, som till slut gavs ut den 21 september 1979. Albumet har sålts i över en miljon exemplar i USA och nådde där som högst plats 6 på Billboard 200. Det var också gruppens tredje i följd att produceras av Tom Werman. Titelspåret och "Voices" gavs ut som singlar och nådde plats 26 respektive 32 på Billboard Hot 100. På Dream Police experimenterade bandet också mer med sitt sound. Man använde sig av stråkar och närmade sig heavy metal i låtar såsom "Gonna Raise Hell". Vid den här tiden turnerade bandet på arenor.
Efter att man spelat in sitt femte studioalbum, All Shook Up, meddelade Petersson den 26 augusti 1980 att han lämnat bandet, bland annat för att spela in ett soloalbum med sin fru Dagmar. Det följande året var Pete Comita Cheap Tricks nya basist. Albumet producerades av George Martin och guldcertifierades i USA (plats 24 på Billboard 200).

### 1981–1999: Nedgång i popularitet ochLap of Luxury
I juli 1981 stämdes Cheap Trick och deras manager Ken Adamy på 12 miljoner dollar var av CBS Records. Skivbolaget hävdade att bandet försökte tvinga CBS att omförhandla deras avtal och att de sedan oktober 1980 vägrat spela in nytt material. Stämningen löstes i början av 1982 och bandet påbörjade arbetet med nästa studioalbum, One on One. I inledningen av inspelningsessionerna lämnade Comita bandet och ersattes snart av Jon Brant. Brant medverkar på albumet, men Nilsen spelade bas på alla förutom tre låtar ("Saturday at Midnight", "If You Want My Love" och "She's Tight"). De två sistnämnda blev mindre hits som nådde plats 45 respektive 65 som bäst på Billboard Hot 100. One on One nådde plats 39 på Billboard 200 och guldcertifierades nära tio år efter att det givits ut.
Bandets nästa studioalbum, Next Position Please, gavs ut 1983 och producerades av Todd Rundgren. Albumets två singlar, "Dancing the Night Away" och "I Can't Take It", misslyckades båda att ta sig in på singellistan i USA. 1984 spelade bandet in låten "Up the Creek" som återfinns i filmen Ursäkta, var är floden? och dess soundtrack. Nielsen sade senare att den var "en av de sämsta" låtarna han någonsin skrivit.
1985 gav bandet ut Standing on the Edge. Albumet har kallats deras "bästa samling tuggummi-bazooka-rock på flera år". Albumet första singel, "Tonight It's You", nådde plats 8 på Billboards Top Rock Tracks. 1986 spelade Cheap Trick in låten "Mighty Wings", som spelades i slutet av filmen Top Gun. Senare på hösten gav man ut sitt nionde studioalbum, The Doctor. Dess enda singel, "It's Only Love", misslyckades att ta sig in på singellistorna i USA. Låtens musikvideo blev historisk då den var den första att till stor del innehålla Amerikanskt teckenspråk. The Doctor, som initialt såldes i 88 000 exemplar i USA och som bäst nådde plats 115 på Billboard 200, blev gruppens sista med Brant som basist.

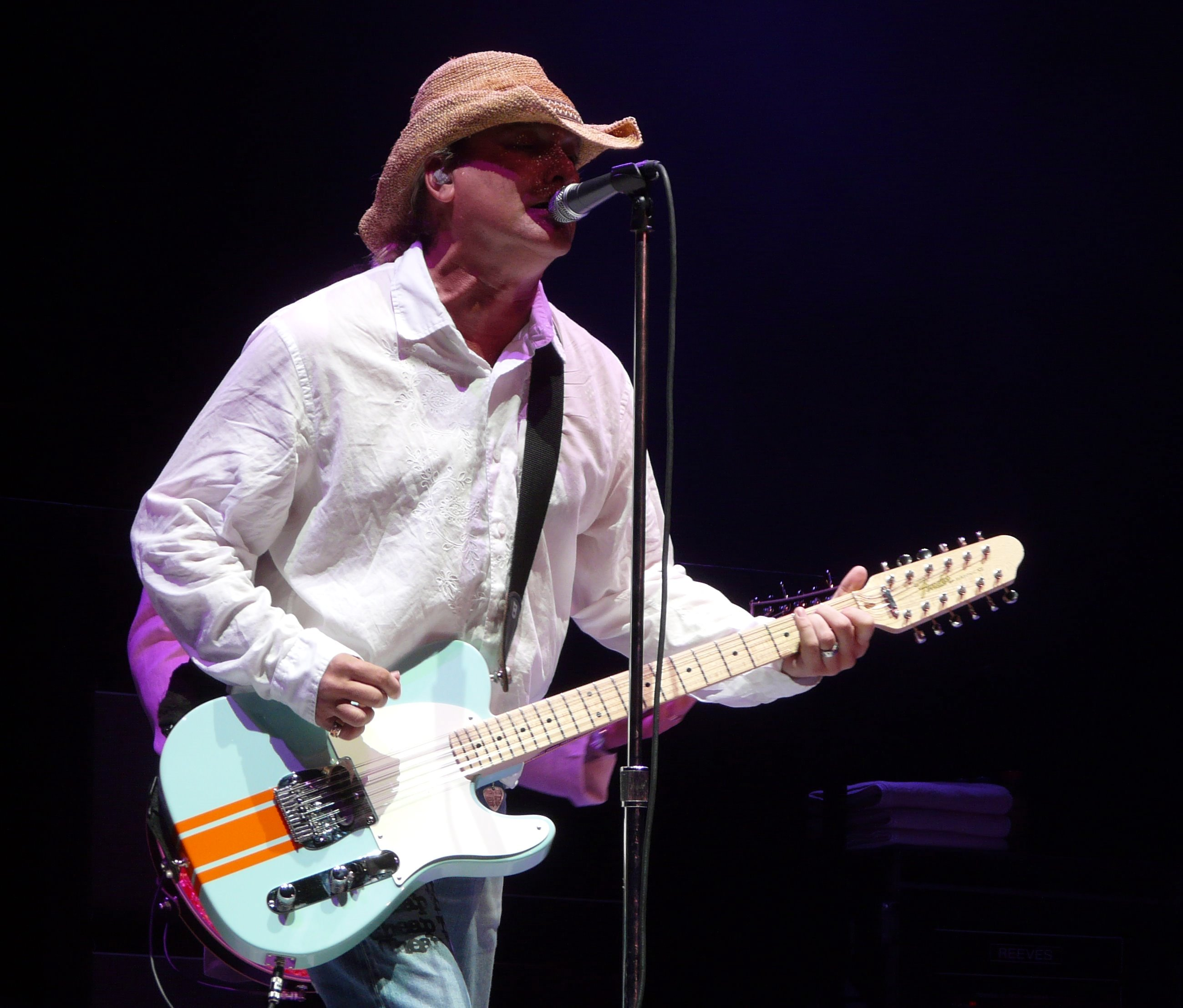
Zander live med Cheap Trick.

Petersson återvände till bandet 1987 och medverkade på studioalbumet Lap of Luxury som gavs ut året därpå, producerat av Richie Zito. På grund av bandets kommersiella nedgång insisterade skivbolaget Epic Records att de skulle samarbeta med professionella låtskrivare på albumet. Nielsen sade: "Lap of Luxury var ett svårt album att göra. Vi skulle kunna ljuga för er och säga att det var underbart och bra. Det var det inte. Det var svårt att arbeta med andra låtskrivare. Med det var en läxa för oss." Balladen "The Flame" var den första singeln att ges ut från albumet och kom att bli bandets första etta på Billboard Hot 100. Den efterföljande singel, en cover av Elvis Presleys "Don't Be Cruel", nådde som bäst plats 4. Övriga singlar var "Ghost Town", "Never Had a Lot to Lose", och "Let Go"; de två förstnämnda tog sig också in på Billboardlistan. Lap of Luxury ses com Cheap Tricks comebackalbum då det har platinacertifierats och var med sin 16:e-placering gruppens bästa notering på Billboard 200 sedan Dream Police 1979. Billboard kommenterade: "Efter en lång följd utan hit, är Cheap Trick hemma igen. Detta är kvartettens slagkraftigaste verk sedan dess glanstid i mitten av 70-talet."
1990 gavs studioalbumet Busted ut. Bandet fick då mer kreativ frihet och professionella låtskrivare återfanns endast på en handfull låtar. Den första singeln, "Can't Stop Falling Into Love", nådde som högst plats 12 på Billboard Hot 100. Nästa singel, "Wherever Would I Be", skrevs av Diane Warren och nådde plats 50. Singeln "If You Need Me" var inte lika framgångsrik, men låten "Back 'n Blue" nådde plats 32 på Billboard Album Rock Tracks. 1991 gavs samlingsalbumet Greatest Hits ut.
Bandet lämnade Epic Records då försäljningssiffrorna för Busted sågs som låga. Cheap Trick skrev därefter ett avtal med Warner Bros. 1994 gavs bandets elfte studioalbum Woke Up With a Monster ut.  Albumets försäljningssiffror var låga och det nådde som bäst plats 123 på Billboardlistan. Titelspåret gavs ut som första singel och nådde plats 16 på Mainstream Rock Chart.
1997 skrev Cheap Trick ett avtal med indiebolaget Red Ant Records och gav ut det självbetitlade albumet Cheap Trick. Bandet gjorde ett försök att introduceras för en ny generation genom att ge ut ett självbetitlat album som dessutom hade ett omslag som liknade debutalbumet, som givits ut 20 år tidigare. Albumet mottogs väl av kritiker och sågs som ett formbesked av gruppen. Elva veckor efter utgivningen gick Red Ant Records moderbolag Alliance Entertainment Corporation i konkurs. Singeln "Say Goodbye" nådde endast plats 119 på singellistan i USA och bandet stod åter utan skivbolag. Ytterligare två singlar gavs ut från albumet, "Baby No More" och "Carnival Game".
1998 gav bandet ut Cheap Trick at Budokan: The Complete Concert samt remastrade versioner av bandets tre första studioalbum. Bandet turnerade under året och gav 1999 ut livealbumet och DVD:n Music for Hangovers som spelades in under turnén. På två av albumets låtar medverkar medlemmar från Smashing Pumpkins. 1999 spelade Cheap Trick in en cover av Big Stars låt "In the Street" från 1972. Låten användes senare som signaturmelodi till TV-serien That '70s Show. Bandet avslutade låten med texten "We're all all right", som togs från deras egen låt "Surrender" från 1978.

### 2000–: Senare år

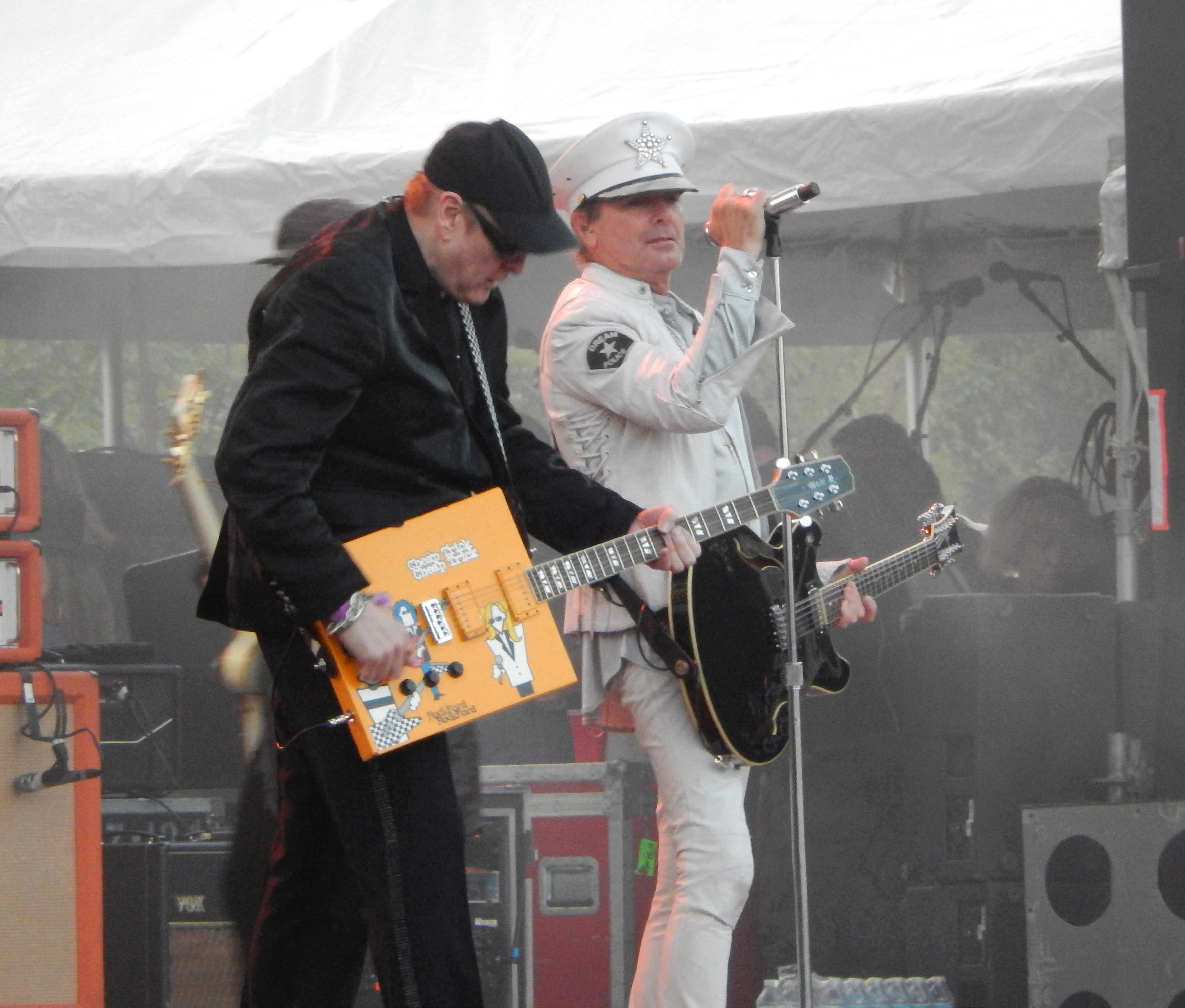
Nielsen och Zander live med Cheap Trick 2014.

Efter att ha tillbringat en stor del av 2001 till att skriva låtar, äntrade bandet Bearsville Studios i Woodstock, New York i mars 2002 där de spelade in sitt första studioalbum på sex år. Albumet, Special One, gavs sedan ut i maj 2003. Det efterföljande albumet, Rockford, gavs 2006 ut via Cheap Trick Unlimited/Big3 Records. Albumet första singel, "Perfect Stranger", var producerad av Linda Perry och skriven av Cheap Trick tillsammans med Perry. Samma år medverkade bandet i en reklamkampanj av McDonald's.
Den 19 juni 2007 utsåg senaten i Illinois den 1 april varje år som delstatens Cheap Trick-dag. I augusti samma år hedrade bandet 40-årsjubileet av The Beatles album Sgt. Pepper's Lonely Hearts Club Band genom att spela albumet i sin helhet tillsammans med Hollywood Bowl Orchestra, med dirigenten Edwin Outwater, och med gästvokalisterna Joan Osborne och Aimee Mann.
Den 24 april 2008 spelade bandet på Budokan Arena för 30-årsjubileet av livealbumet Cheap Trick at Budokan.
Carlos slutade att turnera med bandet 2010. Nielsens son Daxx, som tidigare vikarierat för Carlos 2001, har sedan dess varit bandets trumslagare. På Bluesfest i Ottawa, Kanada den 17 juli 2011 drog ett åskoväder in genom festivalområdet 20 minuter in i bandets konsert. Bandet och annan personal var på scen när scenens tak, som vägde 40 ton, kollapsade. Taket föll bakåt, bort från publiken, och landade på bandets lastbil som stod parkerad bakom scenen: på grund av detta lyckades samtliga fly undan.
2013 stämde Carlos sina forna bandmedlemmar. Han menade att trots att de påstod att han fortfarande var medlem i bandet, att han inte tilläts delta i bandrelaterade aktiviteter såsom inspelningar. De tre kvarvarande medlemmarna lämnade in en motstämning där de juridiskt försökte få bort Carlos som officiell bandmedlem. Denna ansökan avslogs i slutet av 2013. Den juridiska tvisten löstes så småningom. Efter förlikningen förblev Carlos kvartsägare av Cheap Trick och medlem i bandet, men spelar inte in och turnerar inte med det.
Den 1 april 2016 gav bandet ut sitt första studioalbum på fem år, Bang, Zoom, Crazy... Hello. Inför utgivningen av albumet gavs singeln "No Direction Home" ut. Albumet var bandets första att ges ut på ett stort skivbolag på 22 år och också det första utan Carlos på trummor. En vecka senare, den 8 april, blev Cheap Trick invalt i Rock and Roll Hall of Fame and Museum. Bandet valdes in av Kid Rock och de invalda medlemmarna var Carlos, Nielsen, Petersson och Zander. Under ceremonin spelade bandet tillsammans med Carlos för första sedan 2010 och framförde låtarna "I Want You to Want Me", "Dream Police", "Surrender" och "Ain't That a Shame". Under den sista låten gästades bandet av bland andra David Coverdale och Glenn Hughes, som båda tidigare varit medlemmar i Deep Purple, samt Rob Thomas och Sheryl Crow.
2016 erbjöd det Republikanska partiet bandet 100 000 dollar för att spela en konsert som lansering för den republikanska nationella kongressen 2016. Zander sade: "Vi tackade nej. Sedan kom vi på andra tankar. Vi kanske skulle ha accepterat det – men vi skulle alla låtit ha tillverkat swastikagitarrer."
Den 16 juni 2017 gav bandet ut sitt 18:e studioalbum We're All Alright! I augustisamma år medverkade gruppen på Insane Clown Posses singel "Black Blizzard". Den 17 oktober 2017 gav Cheap Trick ut julalbumet Christmas Christmas.

## Diskografi
| Studioalbum - 1977 – Cheap Trick - 1977 – In Color - 1978 – Heaven Tonight - 1979 – Dream Police - 1980 – All Shook Up - 1982 – One on One - 1983 – Next Position Please - 1985 – Standing on the Edge - 1986 – The Doctor - 1988 – Lap of Luxury - 1990 – Busted - 1994 – Woke Up With a Monster - 1997 – Cheap Trick - 2003 – Special One - 2006 – Rockford - 2009 – The Latest - 2016 – Bang, Zoom, Crazy... Hello - 2017 – We're All Alright! - 2017 – Christmas Christmas - 2021 – In Another World | Livealbum - 1979 – Cheap Trick at Budokan - 1993 – Budokan II - 1998 – At Budokan: the Complete Concert - 1999 – Music for Hangovers - 2001 – Silver - 2009 – Sgt. Pepper Live | EP - 1980 – Found All the Parts - 1996 – Gift - 2016 – Found New Parts |

## Medlemmar
| Nuvarande medlemmar - Rick Nielsen – sologitarr, piano, kör (1973–) - Robin Zander – sång, kompgitarr (1973–) - Tom Petersson – basgitarr, kör (1973–1980, 1987–) | Tidigare medlemmar - Bun E. Carlos – trummor (1973–2010) - Randy Hogan – sång (1973) - Pete Comita – basgitarr, bakgrundssång (1980–1981) - Jon Brant – basgitarr, bakgrundssång (1981–1987; inhopp 1999; turnémedlem 2004–2005, 2007) | Turnémedlemmar - Phil "Magic" Cristian – keyboard, kör (1982–1986, 2008–2011, 2013; inhopp 2002, 2012, 2014, 2015) - Steve Walsh – keyboard, kör (1985) - Tod Howarth – keyboard, kör (1986–1987, 1990–1996, 2000, 2008; gäst 1999) - Daxx Nielsen – trummor, kör (2001, 2010–) - Robin Taylor Zander – gitarr, bas, kör (2014–) |